# Paudex
Paudex är en ort och kommun i distriktet Lavaux-Oron i kantonen Vaud, Schweiz. Kommunen har 1 536 invånare (2023).